# Велоспорт на літніх Олімпійських іграх 2008 — роздільна шосейна гонка (чоловіки)
Індивідуальна шосейна велогонка серед чоловіків на літніх Олімпійських іграх 2008 пройшла 13 серпня. Взяли участь 29 спортсменів з 39 країн. Довжина дистанції склала 47,3 кілометрів.

## Призери
| Золото                        | Срібло                  | Бронза               |
| Фаб'ян Канчеллара · Швейцарія | Ґустав Ларссон · Швеція | Леві Лейфеймер · США |

## Змагання
| Місце | Спортсмен           | Країна                | Час     |
| ----- | ------------------- | --------------------- | ------- |
| 1     | Фаб'ян Канчеллара   | Швейцарія (SUI)       | 1:02:11 |
| 2     | Густав Ларссон      | Швеція (SWE)          | 1:02:44 |
| 3     | Леві Лейфеймер      | США (USA)             | 1:03:21 |
| 4     | Альберто Контадор   | Іспанія (ESP)         | 1:03:29 |
| 5     | Кадел Еванс         | Австралія (AUS)       | 1:03:34 |
| 6     | Самуель Санчес      | Іспанія (ESP)         | 1:04:37 |
| 7     | Свейн Тафт          | Канада (CAN)          | 1:04:39 |
| 8     | Майкл Роджерс       | Австралія (AUS)       | 1:04:46 |
| 9     | Стеф Клемент        | Нідерланди (NED)      | 1:04:59 |
| 10    | Роберт Гесінк       | Нідерланди (NED)      | 1:05:02 |
| 11    | Стів Каммінгс       | Велика Британія (GBR) | 1:05:07 |
| 12    | Девід Забріскі      | США (USA)             | 1:05:17 |
| 13    | Штефан Шумахер      | Німеччина (GER)       | 1:05:25 |
| 14    | Берт Грабш          | Німеччина (GER)       | 1:05:26 |
| 15    | Вінченцо Нібалі     | Італія (ITA)          | 1:05:36 |
| 16    | Райдер Хешедаль     | Канада (CAN)          | 1:05:42 |
| 17    | Рейн Таарамяе       | Естонія (EST)         | 1:05:47 |
| 18    | Володимир Карпець   | Росія (RUS)           | 1:05:52 |
| 19    | Кріс Анкер Серенсен | Данія (DEN)           | 1:05:55 |
| 20    | Денис Меньшов       | Росія (RUS)           | 1:06:10 |
| 21    | Василь Кіриєнко     | Білорусь (BLR)        | 1:06:12 |
| 22    | Марціо Брузегін     | Італія (ITA)          | 1:06:20 |
| 23    | Кім Кірхен          | Люксембург (LUX)      | 1:06:29 |
| 24    | Андрій Мізуров      | Казахстан (KAZ)       | 1:06:32 |
| 25    | Сантьяго Ботеро     | Колумбія (COL)        | 1:06:35 |
| 26    | Максим Монфор       | Бельгія (BEL)         | 1:07:12 |
| 27    | Ласло Бодрогі       | Угорщина (HUN)        | 1:07:27 |
| 28    | Симон Шпілак        | Словенія (SLO)        | 1:07:34 |
| 29    | Матей Юрчо          | Словаччина (SVK)      | 1:07:52 |
| 30    | Матіас Медічі       | Аргентина (ARG)       | 1:07:53 |
| 31    | Девід Джордж        | ПАР (RSA)             | 1:07:55 |
| 32    | Андрій Грівко       | Україна (UKR)         | 1:08:01 |
| 33    | Браян Вандборг      | Данія (DEN)           | 1:08:10 |
| 34    | Пшемислав Нємєц     | Польща (POL)          | 1:08:43 |
| 35    | Хуссейн Аскарі      | Іран (IRI)            | 1:08:46 |
| 36    | Райвіс Белохвошчікс | Латвія (LAT)          | 1:08:54 |
| 37    | Денис Костюк        | Україна (UKR)         | 1:09:04 |
| 38    | Матія Квасина       | Хорватія (CRO)        | 1:09:06 |
| 39    | Фуміюкі Беппу       | Японія (JPN)          | 1:11:05 |